# Anuropus aeronautus
Anuropus aeronautus là một loài chân đều trong họ Anuropidae. Loài này được Sivertsen & Holthuis miêu tả khoa học năm 1980.